# 肌の隙間
肌の隙間（はだのすきま）は、2005年に劇場公開された日本映画。

## 概要
かつて「ピンク四天王」と呼ばれた瀬々敬久監督の久しぶりのピンク映画。母親殺しの甥と自閉症の叔母の逃避行を描く。
2004年12月にピンク映画として上映したが、評判を呼び、2005年5月28日にユーロスペースにて劇場公開された。
2005年09月22日にDVDがアップリンクから発売された。 

## キャスト
- 不二子 - 妙子
- 小谷健仁 - 秀則
- 伊藤洋三郎  - 泰野
- 三浦誠己 - ガソリンスタンドの店員
- 飯島大介 - 浮浪者の男
- 吉村実子 - 祖母

## スタッフ
- 監督：瀬々敬久[3]
- 企画：朝倉大介
- 脚本：佐藤有記
- 撮影：斉藤幸一
- 録音：山口勉
- 編集：酒井正次
- 助監督：花村也寸志[4]
- プロデューサー：衣川仲人、森田一人、増子恭一[4]
- 製作：国映/新東宝/vシアター135
- 配給：アルゴ・ピクチャーズ（R-18版は新東宝配給）